# Philothis generator
Philothis generator är en skalbaggsart som beskrevs av Reichardt 1930. Philothis generator ingår i släktet Philothis och familjen stumpbaggar.

## Underarter
Arten delas in i följande underarter:
- P. g. validus
- P. g. generator